# Ворота Европы

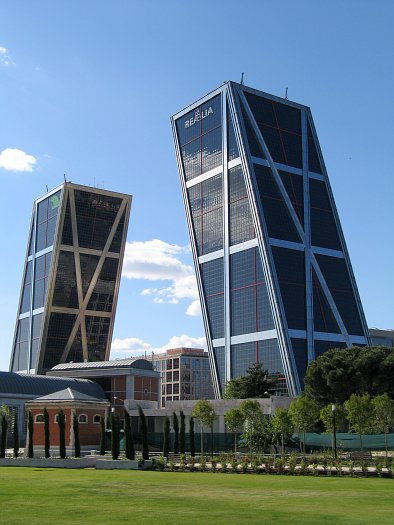
Ворота Европы

«Ворота Европы» (исп. Puerta de Europa, ранее Torres KIO) — башни-близнецы в Мадриде, в административном округе Чамартин. Высота башен составляет 114 м, тем самым среди башен-близнецов они в Испании уступают по высоте лишь башням Торрес-де-Санта-Крус в Санта-Крус-де-Тенерифе. Если смотреть на башни из центра, с южной стороны, левая башня принадлежит финансовому конгломерату Bankia, а правая — компании в области недвижимости Realia.
Ворота Европы находятся на Пасео-де-ла-Кастельяна (дома 189/216). Каждое здание насчитывает 26 этажей. Строительство велось с декабря 1989 года по сентябрь 1994 года компанией Fomento de Construcciones y Contratas, архитекторы — Филип Джонсон и Джон Бёрджи. На момент сдачи в эксплуатацию стали вторыми по высоте башнями-близнецами в Испании (после Торрес-де-Санта-Крус на Канарских островах) и первыми по высоте башнями-близнецами в континентальной Испании. Построенные в стиле постмодернизма, башни наклонены друг к другу под углом в 15°, стали первыми в мире наклонными небоскрёбами. На крышах обустроены посадочные площадки для вертолётов: окрашенные в синий цвет — на западной башне, в красный — на восточной.
Между башнями установлен обелиск Каха (исп. Obelisco de la Caja; архитектор Сантьяго Калатрава) и памятник эпохи франкизма политику, адвокату и экономисту Хосе Кальво Сотело.
Упоминания в популярной культуре:

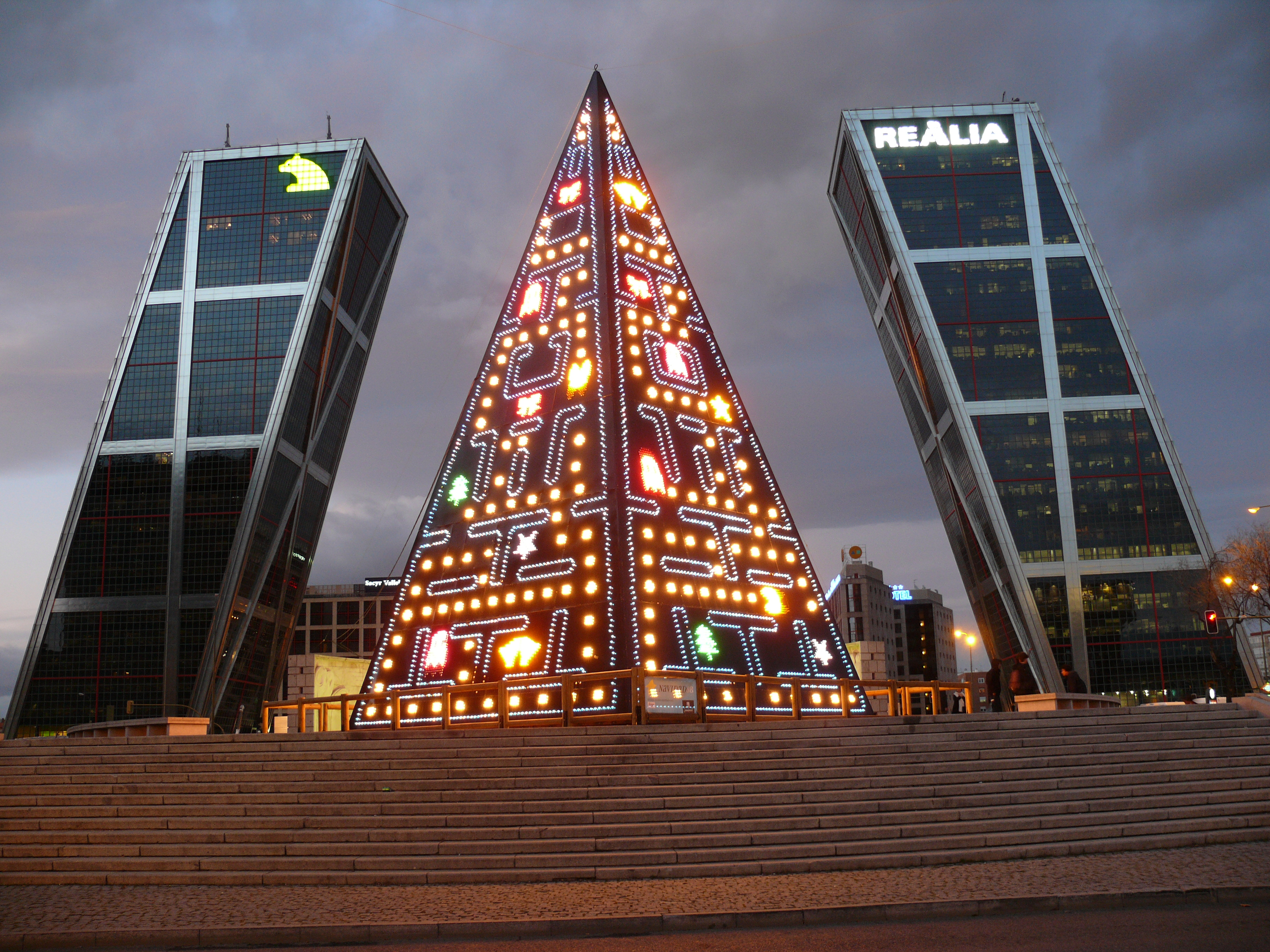
В ноябре 2008 года

- 1995 — чёрная комедия «День зверя» — развязка фильма происходит на крыше одной из башен, которая в тот момент была только отстроена и ещё не открыта.
- 1997 — мелодрама «Живая плоть» — башни послужили фоном для многих уличных сцен фильма.
- 2005 — комедийный боевик «Торренте 3: Защитник[исп.]» — падающий самолёт разрушает башни.